# Yuzawa (Akita)
Yuzawa (Japans: 湯沢市, Yuzawa-shi) is een stad in de prefectuur Akita in het noorden van Honshu, Japan. De stad heeft een oppervlakte van 790,72 km² en begin 2008 ruim 53.500 inwoners. Door de stad loopt de rivier de Omono en ten oosten van de stad liggen de Ōu bergen.

## Geschiedenis
Yuzawa werd op 31 maart 1954 een stad (shi).
Op 22 maart 2005 zijn de gemeentes Minase, Inakawa en Ogachi samengevoegd met Yuzawa.

## Verkeer
Yuzawa ligt aan de Ou-hoofdlijn van de East Japan Railway Company.
Yuzawa ligt aan Yuzawa-Yokote-autosnelweg en aan de autowegen 13, 108 en 398.

## Aangrenzende steden
- Yokote
- Yurihonjo
- Shinjo
- Osaki
- Kurihara

## Stedenbanden
Yuzawa heeft een stedenband met
- Siegburg, Duitsland
- Csurgó (Somogy), Hongarije

## Geboren in Yuzawa
- Kiyokuni Katsuo (sumoworstelaar)